# Antónios Fótsis
Antónios Fótsis (en grec : Αντώνιος Φώτσης), plus souvent appelé Antónis Fótsis (Αντώνης Φώτσης), né le 1er avril 1981 à Maroussi (Athènes), est un joueur grec de basket-ball, évoluant au poste d’ailier fort. Il mesure 2,09 m. Fótsis prend sa retraite à la fin de la saison 2016-2017.

## Club
- avant 1998 :  Ilisiakos Athènes (ESAKE A2)
- 1998-2001 :  Panathinaïkos (ESAKE A1)
- 2001-2002 :  Memphis Grizzlies (NBA)
- 2002-2003 :  Panathinaïkos (ESAKE A1)
- 2003-2005 :  Real Madrid (Liga ACB)
- 2005-2008 :  Dynamo Moscou (Superligue)
- 2008-2011 :  Panathinaïkos (ESAKE A1)
- 2011-2013 :  Olimpia Milan (Lega Basket Serie A)
- 2013-2017 :  Panathinaïkos (ESAKE A1)

## Palmarès

### Club
- Euroligue: 2000, 2009, 2011
- Coupe ULEB: 2006
- Champion de Grèce: 1998, 1999, 2000, 2001, 2003, 2009, 2010, 2011, 2014, 2017
- Champion d’Espagne: 2005
- Vainqueur de la Coupe de Grèce: 2003, 2009, 2014, 2015, 2016, 2017

### Équipe nationale
- Championnat du monde
  -  Médaille d'argent du Championnat du monde 2006
- Championnat d’Europe
  -  Médaille d'or au Championnat d'Europe 2005 en Serbie
- autres
  -  Médaille de bronze des championnats d’Europe des moins de 18 ans 1998